# HMS Dominion
La HMS Dominion fu una corazzata classe King Edward VII della Royal Navy. Come tutte le navi della sua classe (tranne la HMS King Edward VII) fu chiamata come un'importante parte dell'Impero Britannico, nel suo caso il Dominion del Canada. È stata l'unica unità della Royal Navy a portare il nome Dominion. Nel 1905 entrò in servizio nell'Atlantic Fleet ma s'incagliò nell'agosto 1906 nel golfo di San Lorenzo. Le riparazioni durarono quasi un anno e al completamento fu riassegnata alla Home Fleet. In seguito ad una riorganizzazione della flotta nel 1912, la nave e le sue gemelle formarono il 3rd Battle Squadron, che servì nel Mediterraneo.
Allo scoppio della prima guerra mondiale il 3rd Battle Squadron fu assegnato alla Grand Fleet e la Dominion condusse operazione come parte della Northern Patrol. Nel 1916 la squadra fu distaccata al comando del Nore e sciolta nel marzo 1918. Fu utilizzata come nave madre per gli attacchi su Zeebrugge e Ostenda e fu posta in disarmo nel maggio 1918, terminando la guerra come nave caserma. Nel 1919 fu radiata e demolita nel 1924.

## Caratteristiche tecniche
La HMS Dominion fu ordinata durante il programma navale del 1902. Fu impostata presso il cantiere Vickers di Barrow-in-Furness il 23 maggio 1902 e la prima lastra della chiglia fu posata da Lord Walter Kerr, primo lord del mare. Fu varata il 25 agosto 1903 ed iniziò le prove in mare nel maggio 1905. Fu completata nel luglio 1905.
Anche se la Dominion e le sue sette gemelle della classe King Edward VII erano dirette discendenti della classe Majestic, furono anche la prima classe ad essere significativamente diverse dalle precedenti, dislocando circa 1000 t in più e montando per la prima volta nella batteria intermedia quattro cannoni da 234 mm oltre ai 152 mm. I cannoni da 234 mm erano a tiro rapido come quelli da 152 mm e il proietto più pesante li rendeva delle armi formidabili per l'epoca del progetto della nave. Fu adottato per la paura che le navi britanniche fossero sottoarmate per il loro dislocamento e tche stessero diventando sottoarmate nei confronti delle navi nemiche che avevano iniziato a montare cannoni da 203 mm nelle batterie intermedie. I quattro cannoni da 234 mm erano montati in torrette singole a prua dell'abero di trinchetto e maestra, potendone usare 2 su ogni bordata. Anche così la Dominion e le sue gemelle furono criticate per non avere un armamento secondario uniforme da 234 mm, un'idea considerata ma poi scartata per il lungo tempo che sarebbe servito per modificare il progetto. Alla fine risultò impossibile distinguere tra di loro gli spruzzi dei proietti da 305 mm e da 234 mm, rendendo il controllo del tiro poco pratico per entrambi i calibri, anche se la Dominion aveva piattaforme per il controllo del tiro sull'albero di trinchetto e di maestra invece che le precedenti coffe di combattimento.
Come tutte le corazzate britanniche a partire dalle classe Majestic, le King Edward avevano quattro cannoni da 305 mm in due torrette binate (una a prua e una a poppa). Le prime cinque montarono cannoni da 305 mm Mark IX. Il posizionamento dei cannoni da 152 in casematte fu abbandonato su questa classe e questi cannoni furono invece posizionato in una batteria a centro nave protetta da corazzatura da 178 mm. Per il resto la corazzatura delle King Edward VII fu come quella della classe London se non per piccole differenze di dettaglio.
La Dominion e le sue gemelle furono le prime corazzate dagli anni 70 dell'800 ad avere timone compensato ed erano quindi molto manovrabili, con un diametro di evoluzione a 15 nodi di 310 m. Erano però difficili da mantenere in rotta e questa caratteristica portò al soprannome di "the Wobbly Eight" (le traballanti otto) durante il loro servizio dal 1914 al 1916 con la Grand Fleet. Avevano un rollio leggermente più rapido delle classi precedenti ma erano comunque buone piattaforme di tiro, anche se molto umide con cattivo tempo.
La Dominion principalmente alimentata a carbone, ebbe degli spruzzatori di nafta installati, come anche tutte le gemelle, tranne la New Zealand, una prima volta per le corazzate britanniche. Questi permettevano di alzare rapidamente la pressione del vapore, migliorando l'accelerazione della nave. A fini comparativi le otto navi ebbero quattro differenti disposizioni delle caldaie. La Dominion ebbe 16 caldaie a tubi d'acqua Babcock & Wilcox.
La Dominion era una nave potente al momento del suo progetto e raggiunse completamente tutti i suoi obiettivi. Fu però sfortunata, perché gli anni della sua costruzione furono tempi di sviluppi rivoluzionari per l'artiglieria navale, il controllo del tiro, la corazzatura e la propulsione navale. Si unì alla flotta alla metà del 1905, ma rapidamente divenne obsoleta a causa della rivoluzionaria corazzata HMS Dreadnought, entrata in servizio alla fine del 1906. Già nel 1914 la Dominion e le sue gemelle, come tutte le altre pre-dreadnought, eranò così sorpassate da essere utilizzate dalla Grand Fleet, tra il 1914 e il 1916, per navigare davanti a divisioni di corazzate monocalibre, proteggendole da eventuali mine individuandole per tempo o urtandole per prime.

## Servizio
La HMS Dominion entrò in servizio il 15 agosto 1905 presso l'arsenale di Portsmouth nell'Atlantic Fleet. Il 16 agosto 1906 si arenò nel golfo di San Lorenzo, soffrendo danni importanti allo scafo. Arrivò a Bermuda nel settembre 1906 per ricevere riparazioni per permetterle la traversata dell'Atlantico. Nel gennaio 1907 fu trasferita all'arsenale di Chatham per il completamento delle riparazioni. Mentre era fuori servizio, nel marzo 1907, fu trasferita presso la Channel Fleet.
Le riparazioni furono terminate nel maggio-giugno 1907 e la nave riprese servizio nella Channel Fleet. Il 24 marzo 1909 la Channel Fleet divenne la Seconda Divisione della Home Fleet.
Nel maggio 1912, per una riorganizzazione della flotta, la Dominion e le sue sette gemelle della classe King Edward VII (Africa, Britannia, Commonwealth, Hibernia, Hindustan, King Edward VII e Zealandia) furono assegnate al 3rd Battle Squadron, assegnato alla prima flotta della Home Fleet. la Dominion fu inizialmente incorporata al 2nd Battle Squadron e non si unì al 3rd Battle Squadron fino al giugno 1912. La squadra fu distaccata nel Mediterraneo nel novembre 1912 a causa della prima guerra balcanica. Arrivò a Malta il 27 novembre 1912 e in seguito partecipò al blocco navale internazionale del Montenegro e all'occupazione di Scutari. La squadra ritornò nel Regno Unito nel 1913 e si riunì alla Home Fleet il 27 giugno 1913.

### Prima guerra mondiale
Allo scoppio della prima guerra mondiale il 3rd Battle Squadron fu assegnato alla Grand Fleet con base a Rosyth. Fu usato come complemento per gl'incrociatori della flotta nella Northern Patrol. Il 2 novembre 1914 la squadra fu distaccata per rinforzare la Channel Fleet e fu spostata a Portland. Ritornò con la Grand Fleet il 13 novembre 1914.
La Dominion servì nella Grand Fleet fino all'aprile 1916, servendo temporaneamente come nave ammiraglia del 3rd Battle Squadron tra l'agosto e il settembre 1915. Durante le sortite della flotta la nave e le sue gemelle spesso navigavano davanti a divisioni di dreadnought per proteggerle da eventuali mine, avvistandole per tempo o colpendole per prime.
Il 29 aprile 1916 il 3rd Battle Squadron fu spostato a Sheerness e il 3 maggio dello stesso anno fu separato dalla Grand Fleet e trasferito al Comando del Nore. La Dominion rimase con la squadra fino al marzo 1918, dopo essere stata attaccata da un sottomarino tedesco, senza conseguenze, nel maggio 1916 ed essere stata raddobbata nel giugno 1917 presso l'arsenale di Portsmouth.
Le unità del 3rd Battle Squadron iniziarono a disperdersi gradualmente a partire dal 1916 e al primo marzo 1918 la Dominion e la Dreadnought erano le uniche due corazzate rimaste nella squadra. La squadra fu quindi definitivamente sciolta nello stesso mese e la Dominion fu scelta come nave madre per i raid su Zeebrugge e Ostenda.  Servì in queste operazioni, ancorata alla foce del Tamigi, fino al maggio 1918.
Il 2 maggio 1918 la Dominion fu posta in disarmo nella riserva del Nore e fu utilizzata come nave caserma.

## Radiazione
Il 29 maggio 1919 la Dominion fu posta sulla lista di radiazione presso l'arsenale di Chatham. Fu venduta per essere demolita il 9 maggio 1921 alla Thos W Ward. Il 30 settembre 1923 fu trainata fino a Belfast per essere smantellata, e arrivò a Preston per essere demolita il 28 ottobre 1924.